# Уеб услуга
Уеб услугата (на английски: Web service) представлява софтуерна система, която предоставя комуникация между взаимносъвместими компютърни системи по компютърни мрежи, според определението на консорциума W3C. На практика това означава стандартни интерфейси между приложенията. Тези стандарти се основават на технологии, които са общи за всички платформи мрежов софтуер, каквито са например XML и HTTP. Например програмист иска да използва картографски услуги от компания, която предоставя картографски услуги като Google или Apple, програмистът се свързва с техните услуги за Web Service и добавя към софтуера, който разработва възможностите, които вече имат картографски услуги, вместо да разработва самата услуга на картата.
В миналото такива услуги бяха изградени само в съответствие със сложен набор от стандарти, включително стандарта SOAP, но по-късно навлязоха по-прости алтернативи, които не отговаряха на официалните стандарти, като например мрежови услуги, базирани на REST.

## Протоколи за уеб услуги
В основата на уеб услугите са три стандарта, базирани на XML:
- SOAP (Simple Object Access Protocol) – стандартен протокол, който се използва за обмен на данни между приложения. Този стандарт е стандарт на W3C.
- WSDL (Web Service Description Language) – програмен език, който позволява да се опише интерфейса на уеб услуга. Този стандарт също е стандарт на W3C.
- UDDI (Universal Description, Discovery and Integration) – регистър.

Стандартите при уеб услугите се определят от две организации:
- World Wide Web Consortium (W3C).
- Organization for the Advancement of Structured Information Standards (OASIS).

## Уеб услуги и среда за разработка и стартиране
Повечето среди за разработка могат автоматично да генерират уеб услуги въз основа на параметричните настройки на програмиста. От средата на Microsoft .NET, разработена сравнително късно, уеб услугите са неразделна част от общата среда за разработка. По-старата среда J2EE бе разширена, за да поддържа уеб услугите, като използва API.